# Капилляропатия
Капилляропатия — повышение проницаемости и ломкости капилляров, понижение их резистентности, облегчающее возникновение капиллярных кровоизлияний, синяков и гематом.

## Признаки
Признаки капилляропатии: целлюлит, варикоз, купероз и другое. Все эти нарушения ухудшают качество жизни: страдают все функции мозга — снижается память, внимание, острота зрения, стрессоустойчивость. Синдром хронической усталости также основывается на капиллярных нарушениях.

## Заболевания при капилляропатии
На базе капилляропатии возникает: 
- Метаболический синдром
- Диабет
- Гипертония
- Дегенеративные заболевания (остеохондроз, артроз)
- Заболевания внутренних органов (почек, печени и др.)
- Подагра
- Инсульт
- Инфаркт